# Pałac Kurlandzki
Pałac Kurlandzki (niem. Kurländer Palais) – rokokowy pałac, znajdujący się w Dreźnie, w dzielnicy Innere Altstadt. Powstały w latach 1728–1729 budynek często zmieniał właścicieli i pełnił funkcję rezydencjonalną, a w XIX wieku i na początku XX wieku był siedzibą instytucji związanych z medycyną oraz miejskiego stowarzyszenia. Po każdym z dwóch zniszczeń, jakim pałac ulegał w swej historii – podczas wojny siedmioletniej i bombardowania w 1945 roku, przeprowadzano jego odbudowę. Obecnie mieszczą się w nim biura, centrum konferencyjne, restauracja oraz klub muzyczny.

## Lokalizacja
Pałac Kurlandzki jest położony na wschodnim skraju Starego Miasta w Dreźnie. W jego bezpośrednim sąsiedztwie znajduje się Albertinum i Nowa Synagoga. Do pałacu można dojechać liniami tramwajowymi nr 3 i 7, wysiadając na przystanku Synagoge. W pobliżu znajduje się płatny parking naziemny oraz parking podziemny.

## Historia

### Początki
Pierwotnie na miejscu pałacu znajdował się jednokondygnacyjny budynek zbudowany w 1575 roku. W 1705 roku przeprowadzono jego rozbudowę, z kolei w 1718 roku gmach został oficjalną rezydencją generalfeldmarschalla i generalnego inspektora budowlanego w Saksonii, Augusta Christopha von Wackerbartha. W 1728 roku, podczas wizyty króla Prus Fryderyka Wilhelma I, w budynku wybuchł pożar.

### Nowy pałac
Na miejscu zniszczonego przez płomienie budynku w latach 1728–1729 powstał rokokowy pałac, którego budowę Wackerbarth zlecił krajowemu mistrzowi budowlanemu i architektowi Johannowi Christophowi Knöffelowi. Po oddaniu pałacu do użytku w części jego piwnic od strony południowej odbywały się posiedzenia założonego przez saskiego elektora i króla Polski, Augusta II Mocnego, stowarzyszenia Sociéte des antisobres (pol. „Towarzystwo przeciwników trzeźwości”), co sprawiło, że pałac stał się centrum dworskiej kultury. Po śmierci Wackerbartha w 1734 roku pałac został własnością jego przybranego syna Josepha Antona Gabaleona Wackerbartha-Salmoura, z kolei cztery lata później syn Augusta II Mocnego, Fryderyk August Rutowski, założył w nim pierwszą w Dreźnie i trzecią na ziemiach niemieckich lożę wolnomularską o nazwie Aux trois aigles blancs (pol. „Pod trzema białymi orłami”). W 1740 roku pałac kupił inny syn Augusta II Mocnego, Jan Jerzy. 
Podczas wojny siedmioletniej, w 1760 roku gmach został zniszczony w wyniku dokonanego przez wojska pruskie bombardowania; jego odbudowę przeprowadzono w latach 1763–1764 pod kierownictwem dworskiego architekta Friedricha Augusta Krubsaciusa. Podczas odbudowy dokonano niewielkich zmian w wyglądzie wnętrz pałacu, m.in. został zmieniony wystrój północno-zachodniej klatki schodowej. W 1773 roku budynek ponownie zmienił właściciela – tym razem został nabyty przez Karola Krystiana, będącego wcześniej przez krótki okres księciem Kurlandii i Semigalii. Dzięki temu gmach zyskał nazwę Pałac Kurlandzki (niem. Kurländer Palais, a wcześniej także Kurländisches Palais). Po śmierci Karola Krystiana, w 1797 roku, jego córka Maria Krystyna sprzedała pałac za 40 000 talarów Księstwu Kurlandii i Semigalii, po czym rok później budynek przejął elektor, a od 1806 roku król Saksonii, Fryderyk August III.

### Dalsze użytkowanie

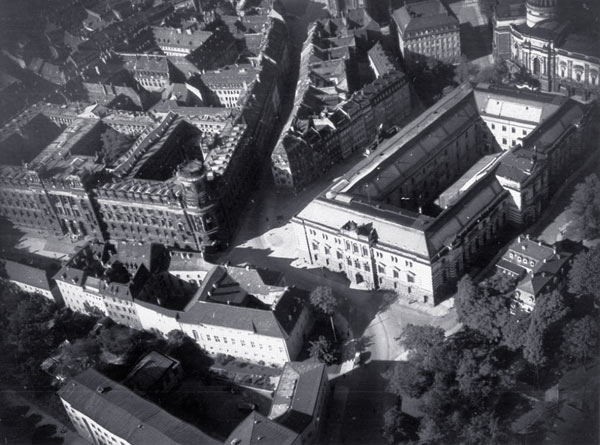
Widok z lotu ptaka na Pałac Kurlandzki i Albertinum

W 1813 roku w Pałacu Kurlandzkim urządzono lazaret, w którym leczeni byli głównie żołnierze ranni w bitwie pod Dreznem. W następnym roku tymczasowy drezdeński Zakład Medycyny i Chirurgii (niem. Lehranstalt für Medizin und Chirurgie) otworzył w Pałacu Kurlandzkim będący jego następcą Instytut Położnictwa (niem. Hebammen-Institut), który w 1815 roku wszedł w skład nowo utworzonej Akademii Chirurgiczno-Medycznej (niem. Chirurgisch-Medizinische Akademie). Ulokowanie w pałacu placówki wymagało przebudowy wnętrz, której dokonano pod kierownictwem Christiana Friedricha Schurichta. Podczas swego funkcjonowania w Pałacu Kurlandzkim Akademia Chirurgiczno-Medyczna, której jednym z profesorów był malarz, przyrodnik i lekarz Carl Gustav Carus, prowadziła badania naukowe, a także działalność leczniczą – w 1845 roku lekarze akademii wyleczyli tymczasowo ślepego, mającego wówczas cztery lata Karla Maya. Akademia działała w pałacu do 1864 roku, kiedy to zakończyło się jej istnienie. 
W latach 1865–1924 Pałac Kurlandzki był siedzibą Krajowego Kolegium Medycznego (niem. Landesmedizinal-Kollegium) oraz Krajowego Urzędu Zdrowia (niem. Landesgesundheitsamt), a w latach 1924–1945 jego pomieszczenia wykorzystywało stowarzyszenie Landesverein Sächsischer Heimatschutz, zaś piwnice były używane przez handlarzy winem.

### Losy po 1945 roku

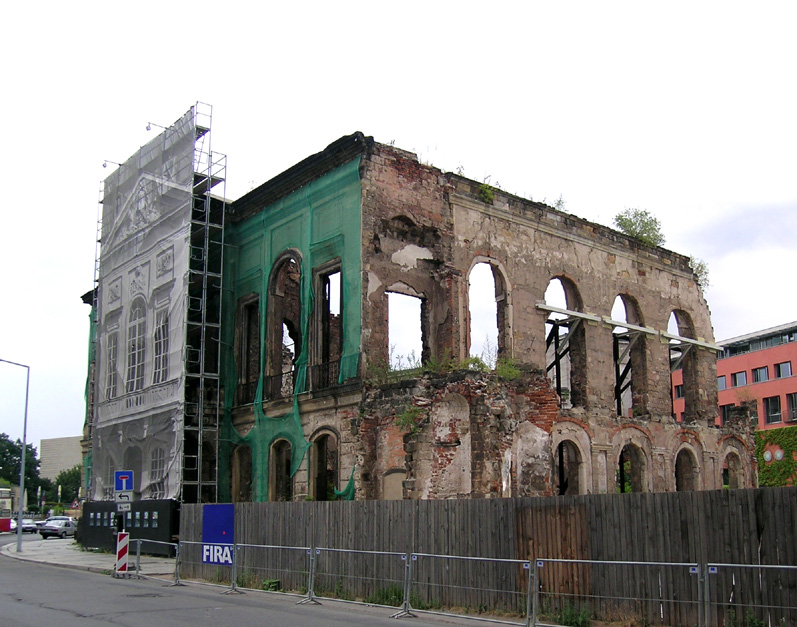
Ruiny pałacu w 2006 roku

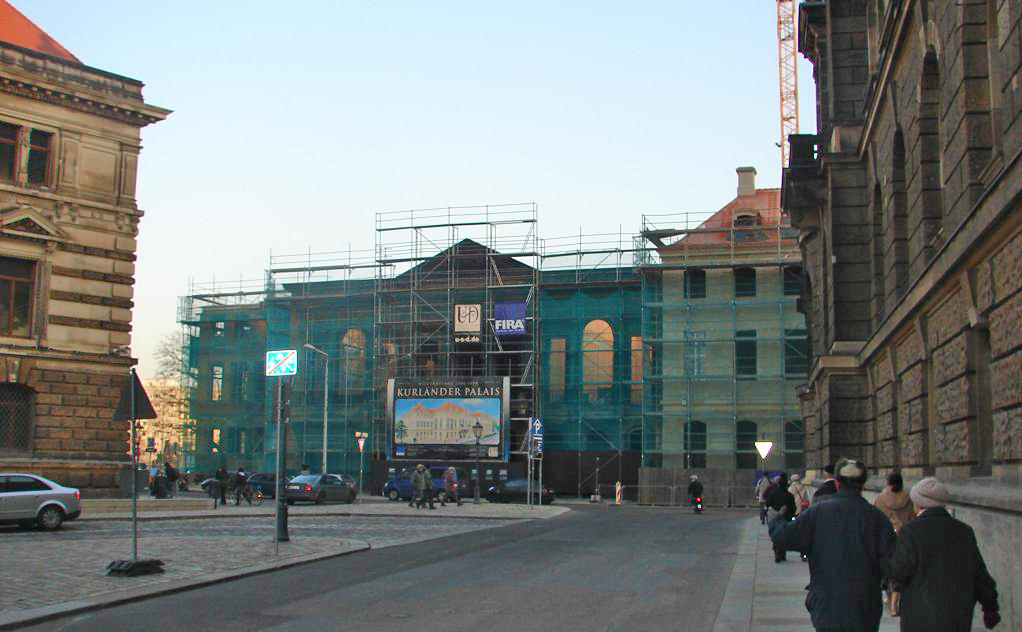
Postępująca odbudowa pałacu

Podczas bombardowania Drezna w 1945 roku Pałac Kurlandzki został znacznie zniszczony. Dzięki wysiłkom konserwatorów zabytków z NRD udało się uchronić możliwe do odbudowy ruiny przed rozbiórką. Do 1975 roku zachowane piwnice pałacu służyły jako magazyn wina. W 1980 roku piwnice zaczęła użytkować funkcjonująca w ramach państwowej organizacji Kulturbund-Stadtorganisation Dresden grupa zainteresowań Interessengemeinschaft Jazz, na potrzeby której przeprowadzono trwającą rok ich rozbudowę. Grupa, która w 1990 roku przekształciła się w klub Jazzclub Tonne, organizowała w piwnicach przyciągające wielu fanów koncerty wykonawców muzyki jazz, ale także innych gatunków, jak blues czy swing. W 1997 roku Jazzclub Tonne przeniósł się do nowej siedziby z powodu wystawienia przez władze Saksonii ruin Pałacu Kurlandzkiego na sprzedaż bez zagwarantowania prawa do użytkowania piwnic. 
Ruiny Pałacu Kurlandzkiego kupiła firma USD Immobilien GmbH, która przeprowadziła za około 12 milionów euro odbudowę gmachu z przeznaczeniem na ekskluzywny obiekt komercyjny. Prace rekonstrukcyjne, uwzględniające wymagania konserwacji zabytków dotyczące zabezpieczenia oryginalnej substancji budowlanej, były realizowane przez spółkę FIRA Firmengruppe w okresie od stycznia 2007 roku do grudnia 2008 roku. W odbudowanym pałacu mieszczą się biura, centrum konferencyjne, a także restauracja Kastenmeiers. Jesienią 2015 roku jego piwnice ponownie stały się siedzibą Jazzclub Tonne.

## Architektura

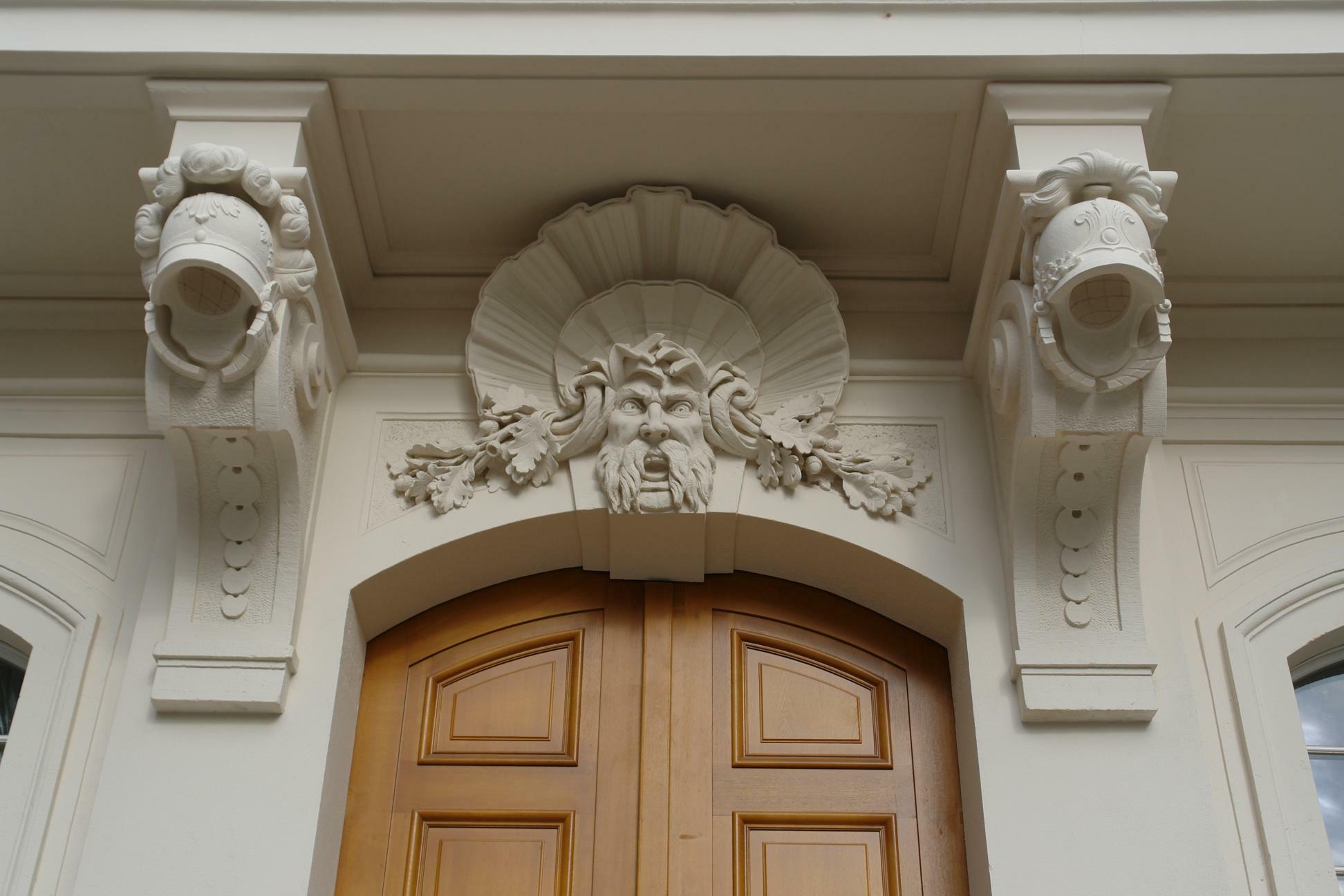
Podpory balkonu pałacu

Pałac Kurlandzki składa się z dwukondygnacyjnego budynku głównego i trzykondygnacyjnych, aczkolwiek równych wysokością w stosunku do niego bocznych, odchylonych skrzydeł. Fasada górnej części budynku głównego jest pokryta delikatnymi lizenami, a przez jej środek przebiega trzyosiowy ryzalit. Na ryzalicie znajduje się osadzony na kamiennych podporach z rzeźbami przedstawiającymi klejnoty herbowe, mający 20 m długości balkon otoczony wykonaną z piaskowca balustradą. Przed oknami umieszczone są wykonane z kutego żelaza niskie barierki.

### Wnętrza
Wnętrza Pałacu Kurlandzkiego, na które składają się przestronne, wysokie pokoje, są rozmieszczone poprzecznie. W zdobionym rokokowymi dekoracjami westybulu pałacu znajdują się umieszczone po jego lewej stronie schody o kształcie podkowy. Po prawej stronie westybulu położone są trzy mniejsze, tworzące amfiladę, pomieszczenia zwane salami ogrodowymi (niem. Gartensäle), przez które widoczne są okrągłołukowe arkady dziedzińca ogrodowego (niem. Gartenhof). Na piętrze znajduje się duża sala balowa (niem. Festsaal), mająca powierzchnię trzech pokoi, umieszczonych bezpośrednio pod nią, i okna o wysokości 6 m. Pierwotnie sala balowa posiadała bogate rokokowe dekoracje, natomiast po odbudowie pałacu ma nowoczesne elementy wystroju, a jedna z jej ścian, stanowiąca część historycznej substancji budowlanej, pozostała niewykończona w celu przypominania o historii budynku. Od strony południowej do pałacu przylega mający 300 m² powierzchni dziedziniec pałacowy (niem. Palaishof), z otwartymi okrągłołukowymi arkadami.